# Разрывы (телесериал)
«Разрывы» (англ. The Breaks) — американский телесериал в жанре драмы, транслируемый на телеканале VH1 в 2017 году. Является продолжением одноимённого телефильма, выпущенного годом ранее. Главные роли в сериале исполнили актёры Эфтон Уильямсон, Вуд Харрис, Тристан Уайлдс, Дэвид Колл, Мелони Диас, Антуан Харрис и Эван Хэндлер. Премьера сериала состоялась на VH1 20 февраля 2017 года.
В апреле 2017 года сериал был продлён на 2 сезон, премьера которого должна была состояться на другом телеканале — BET. Однако, в ноябре 2017 года, BET объявил, что решил не продлевать сериал на 2 сезон.

## Сюжет
В центре сюжета находятся трое друзей — Никки, ДиВи и Дэвид — которых объединяет их общая страсть к музыке. Они хотят стать звёздами мира музыки и известными певцами, но препятствия, которые стоят у них на пути, могут оказаться слишком сложны.

## В ролях
- Эфтон Уильямсон — Никки
- Вуд Харрис — Барри Форей
- Тристан Уайлдс — ДиВи
- Антуан Харрис — Ахм
- Дэвид Колл — Дэвид
- Эван Хэндлер — Джагги
- Мелони Диас — Дамита
- Де’Адре Азиза — Тамика Грант
- Маркус Каллендер — Скуби
- Тейяна Тейлор — Имани Экс
- Глория Рубен — Мэтти Тейлор
- Синква Уоллс — Терренс Балтимор

## Сезоны
| Сезон | Серии | Серии | Даты показа     | Даты показа     |
| Сезон | Серии | Серии | Первая серия    | Последняя серия |
| ----- | ----- | ----- | --------------- | --------------- |
| 1     | 8     | 8     | 20 февраля 2017 | 10 апреля 2017  |

## Эпизоды

### Сезон 1(2017)
| № | Название                                | Режиссёр           | Автор сценария             | Дата премьеры   | Произв. код | Зрители US (млн) |
| --- | --------------------------------------- | ------------------ | -------------------------- | --------------- | ----------- | ---------------- |
| 1 | «Трудно справиться» «Hard to Handle»    | Рашад Эрнесто Грин | Сет Манн, Джон Дж. Штраусс | 20 февраля 2017 | 101         | 1.21             |
| Никки начинает свой первый рабочий день в качестве новой помощницы Барри Фурея с планирования вечеринки для рэпера Special Ed. Ахм хочет вернуть свою запись с ДиВи.                                                                                                 |                                         |                    |                            |                 |             |                  |
| 2 | «Всё только началось» «It's Just Begun» | Рашад Эрнесто Грин | Джас Уотерс                | 27 февраля 2017 | 102         | 1.10             |
| Никки нужно, чтобы Ди Ром вышел на сцену с Китом Свутом. Тем временем Барри Форей хочет, чтобы Мэтти Тейлор, Ахм и ДиВи вернулись в бизнес. |                                         |                    |                            |                 |             |                  |
| 3 | «Слепая аллея» «Blind Alley»            | Алекс Холл         | Маркус Дж. Гиллори         | 6 марта 2017    | 103         | 1.35             |
| Никки пытается подписать контракт с рэпером Имани Экс на новом лейбле Барри, но ей мешает мама. ДиВи участвует в битве диджеев, в то время как Ахм и его команда наносят ответный удар.                                                                              |                                         |                    |                            |                 |             |                  |
| 4 | «Замена» «Substitution»                 | Алекс Холл         | Джон Дж. Штраусс           | 13 марта 2017   | 104         | 1.20             |
| Никки отправляется в Филадельфию, чтобы спасти турне нестабильного рэпера. Дамита берёт интервью у Барри Форея для Village Voice. Ахм переживает личный кризис, а трагическое событие повлияет на всех окружающих.                                                   |                                         |                    |                            |                 |             |                  |
| 5 | «Аминь, брат» «Amen, Brother»           | Нима Барнетт       | Моника Мейсер              | 20 марта 2017   | 105         | 1.06             |
| Шокирующая трагедия повергает всех сотрудников компании «Fouray Management» в состояние паники. Барри обращается за помощью к юристу Полу Андерсу. |                                         |                    |                            |                 |             |                  |
| 6 | «Беглец» «Runaway»                      | Нима Барнетт       | Моника Мейсер              | 27 марта 2017   | 106         | 1.13             |
| Форей устраивает вечеринку. Никки проводит время со своей матерью. Ахм и ДиВи объединяются, чтобы создать трек. В это же время ДиВи хочет отомстить за поступок, совершённый против Дамиты.                                                                          |                                         |                    |                            |                 |             |                  |
| 7 | «Под давлением» «Under Pressure»        | Сет Манн           | Таня Барфилд               | 3 апреля 2017   | 107         | 1.02             |
| Никки возвращается в Нью-Йорк с новым планом, в котором участвуют Мэтти Тейлор и Имани Экс. Барри продолжает расширять свою компанию. Дамита берёт интервью у музыкальной группы «2 Live Crew». Ахм подвергается серьёзному давлению, а ДиВи преследует его команда. |                                         |                    |                            |                 |             |                  |
| 8 | «Н. Э.» «N.T.»                          | Сет Манн           | Сет Манн                   | 10 апреля 2017  | 108         | 0.96             |
| Барри Форей и Мэтти Тейлор соревнуются за право подписать контракт с Ахмом, в то время как Никки и ДиВи делают трудный выбор, который навсегда изменит их жизнь. |                                         |                    |                            |                 |             |                  |

## Критика
На сайте IMDb сериал имеет высокий рейтинг в 7.1 балла из 10 на основе 330 отзывов со стороны критиков.